# فيلهلم بوغر
فيلهلم فريدريش بوغر (19 ديسمبر 1906 Zuffenhausen   - 3 أبريل 1977 بيتيغهايم-بيسينغن) المعروف باسم «نمر أوشفيتز»  كان مفوضًا للشرطة الألمانية ومشرفًا على معسكرات الاعتقال. كان سيئ السمعة بسبب الجرائم المروعة التي ارتكبها في أوشفيتز تحت قيادة رئيس المعسكر الغيستابو ماكسيميليان غرابنر.

## حياته
ولد في زوفنهاوزن بالقرب من شتوتغارت، ألمانيا، حيث انضم نجل التاجر بوغر إلى (شباب هتلر) في سن المراهقة. بعد الانتهاء من المدرسة الثانوية ("Mittlere Reife") في عام 1922، تعلم تجارة والده على مدى السنوات الثلاث التالية، وفي عام 1925 تولى وظيفة مكتبية في شتوتغارت في "Deutsch-Nationalen Handlungsgehilfenverband". دخل في Artamanen-Bund، وهي حركة زراعية للفولكيش،  وانضم إلى الحزب النازي في عام 1929. كان عضوا في قوات الأمن الخاصة العامة في عام 1930. بعد أن فقد وظيفته في عام 1932، تم قبوله في الشرطة المساعدة في فريدريشهافين وفي يوليو 1933 في الشرطة السياسية ("Bereitschaftspolizei") في شتوتغارت. من عام 1936 إلى 37 درس في مدرسة تدريب الشرطة. تم تعيينه مفوضاً للشرطة («Krجينsekretär») بعد اجتياز امتحان قوة الشرطة في عام 1937، على الرغم من أنه تم احتجازه في عام 1936 لإساءة معاملة سجين أثناء استجواب عام 1936.

## الموت
توفي عن عمر يناهز 70 عامًا في سجن في بيتيغهايم-بيسينغن، بادن فورتمبيرغ، ألمانيا في 3 أبريل 1977، بعد 19 عامًا من اعتقاله ومحاكمته.

## روابط خارجية
- لقطات من Newsreel تظهر نموذج Boger Swing